# Tafajight
Tafajight (franska: Tafajight (CR), Tafajight (Commune Rurale), arabiska: تازوطة) är en kommun i Marocko.   Den ligger i provinsen Sefrou och regionen Fès-Meknès, i den nordöstra delen av landet, 240 km öster om huvudstaden Rabat. Antalet invånare är 2 047.